# Ernst Johann Schaller
Ernst Johann Schaller (auch (Ernst) Johannes Schaller; * 1841 in Wasungen; † 25. Juni 1887 in Coburg) war ein deutscher Tier- und Historienmaler sowie Hochschullehrer.

## Leben
Schaller war Sohn eines Beamten. Seine erste Ausbildung erhielt er in Meiningen. Für die künstlerische Ausbildung wechselte er nach Weimar. Dort wurde er insbesondere durch Friedrich Preller unterrichtet. Sein Talent für die Landschafts- und Tiermalerei wurde durch sein Schaffen auf Ausflügen in die Umgebung von Weimar sowie nach Bayern und Tirol offenbar. In dieser frühen Zeit hielt er sich länger in München auf, bevor er schließlich nach Weimar zurückkehrte. Dort trat er dann in engeren Kontakt mit Bonaventura Genelli, der ihn für die Monumentalkunst begeisterte.
Schaller ging 1867 nach Berlin. Dort erwartete ihn aufgrund der starken öffentlichen und privaten Bautätigkeit eine gute Auftragslage. Er wurde zudem sowohl an der Unterrichtsanstalt des Kunstgewerbemuseums Berlin als auch an der Technischen Hochschule als Lehrer eingestellt. Bereits früh erkrankte Schaller an einem schweren Magenleide. Er wechselte daraufhin häufig die Kurorte, konnte jedoch nicht geheilt werden. Am Ende war sein Leben stark vom Morphiumkonsum geprägt, was sich negativ auf seine Schaffenskraft auswirkte.

## Werke (Auswahl)
zusammen mit Moritz Meurer:
- Treppenhaus im Handelsministerium in Berlin, Voßstraße.
- Kuppel der Kapelle der Preußischen Hauptkadettenanstalt von Lichterfelde.
- Saaldecke im Verwaltungsgebäude der Hamburger Bahn in Berlin.

in alleiniger Verantwortung:
- Musiksaal im Strousberg’schen Palais, Wilhelmstraße in Berlin, 1860er-Jahre.
- Velarien für den Pariser Platz zum Einzug Kaiser Wilhelms nach Berlin 1878.
- Gemälde zur Prometheussage im Schlesischen Provinzialmuseum in Breslau, 1879/1880.
- Wand- und Deckengemälde im Konzertsaal des Leipziger Gewandhauses, 1884/1885.
- Wand- und Deckengemälde für das Neue Schloss Hummelshain, 1880er-Jahre.